# 根乔帕蒂
根乔帕蒂，是匈牙利沃什州所辖的一个村，总面积22.39平方公里，总人口2891，人口密度129.1人/平方公里（2010年1月1日）。